# Weekblad voor Privaatrecht, Notariaat en Registratie
Het Weekblad voor Privaatrecht, Notariaat en Registratie (WPNR) is een in Nederland wekelijks verschijnend juridisch vakblad dat zich voornamelijk richt op het Nederlandse civiele recht, in het bijzonder het notariële recht, zoals erfrecht en huwelijksvermogensrecht. Daarnaast wordt aandacht besteed aan het notariële fiscale recht (zoals onder andere erf- en schenkbelasting en overdrachtsbelasting). Wetenschappelijke artikelen vormen de hoofdmoot van het WPNR, daarnaast worden vragen uit de praktijk behandeld, tuchtrechtspraak besproken en worden benoemingen en defungeren van notarissen bekendgemaakt. Ook bevat het blad personeelsadvertenties voor (met name) kandidaat-notarissen.
Het blad is een uitgave van de KNB, de uitgever is Sdu. WPNR bestaat sinds 1869. De redactie bestaat uit juridische hoogleraren op het gebied van notarieel recht. Het WPNR wordt aan alle notarissen en kandidaat-notarissen toegezonden.

## Geschiedenis naam
Het blad is onder de naam Weekblad voor Notaris-ambt en Registratie in 1869 opgericht, en de kwam in 1870 onder die naam uit. In 1898 veranderde de naam in Weekblad voor Privaatrecht, Notaris-Ambt en Registratie, en uiteindelijk werd in 1975 tot op heden gekozen voor Weekblad Voor Privaatrecht, Notariaat en Registratie

## Bezettingsjaren
Het WPNR was gedurende de bezettingsjaren wekelijks verschenen tot aan 30 september 1944 en verscheen daarna pas weer op 20 oktober 1945. De reden hiervoor was dat de redactie een ingezonden stuk van een felle NSB'er de belastingambtenaar Bruining in 1944 weigerde op te nemen, waarop deze het hogerop zocht. In 1941 waren er 9 Joodse Notarissen, waaronder 7 van hen werkzaam in Amsterdam, 1 in Den Haag en 1 in Rotterdam. Zij werden allen op 21 februari 1941 door de bezetter ontslagen. Behalve de vermelding daarvan in de jaarlijkse protocollenstaat werd er in het WPNR in 1941 op geen enkele wijze aandacht aan geschonken.